# Eutreta diana
Eutreta diana är en tvåvingeart som först beskrevs av Osten Sacken 1877.  Eutreta diana ingår i släktet Eutreta och familjen borrflugor. Inga underarter finns listade i Catalogue of Life.